# Шапкино (Нижегородская область)
Ша́пкино — село в Богородском районе, Нижегородской области.

## География
Расположено в центре Восточно-Европейской равнины, в 10 км от районного центра — города Богородска и в 40 км от областного центра — Нижнего Новгорода.
Село с разнообразными ландшафтами и обширными лесными массивами изнутри.

## История
В начале XVIII века в Шапкине для крестьян действовала барщина при обработке земли по системе десятина за десятину (одну — помещику, вторую — себе). Крестьяне выращивали рожь, пшеницу, ячмень, горох, овёс. Земледельцы лишь наполовину обеспечивали себя хлебом, а потому им приходилось заниматься ещё и промыслами, а некоторые целиком посвящали себя стороннему ремеслу, становились «отходниками».
На нижнем берегу основного шапкинского пруда в каменном здании находилось сахарное производство, где делали комовой, очень вкусный и сладкий сахар. В Шапкине располагались также гвоздильня, кузница, две мельницы и две маслены, на которых, в частности, из возделываемого льна и конопли изготавливали соответствующие масла.
В 1889 году, по сведениям Кольцова, в селе насчитывалось около 150 крестьянских хозяйств. Из них только 20 не имели наделов, а 10 считались безлошадными.
Что касается металлообработки, то она возникла здесь довольно поздно, в 1890 году. В основе её было именно кузнечно-гвоздильное производство. Сбывались гвозди по всей губернии, в том числе в Нижнем Новгороде. Использованы они и при строительстве местной школы.
В начале XX века в селе получило развитие сетевязание. Занимались им зимой на дому женщины и дети. Полуфабрикат поставлял им скупщик-торговец. И платил за труд — копейки.
Уже в XX веке частник В. И. Родин имел в Шапкине колбасную мастерскую. Он закупал у населения мясо и изготавливал колбасу, которой торговал в магазине, расположенном невдалеке от собственного дома (рядом с нынешним памятником воинам).
В селе было даже целое «бобыльское» хозяйство из полутора десятка домов, а находилось оно внизу, за прудом.
После революции при новой экономической политике возросло производство зерна. Многие стали строить каменные палатки, в которых хранили не только продукты, но и одежду. Однако «разгул» частников был прекращён Сталиным, который «повёл» всех в колхозы. Коллективизация, начавшись в 1929 году, закончилась в 1933-м. По воспоминаниям старожилов, в колхозе люди работали бесплатно, за «палочки» (трудодни). Да к тому же их обязывали выполнять и дополнительные дармовые работы, в том числе на изменении русла реки Кудьмы.

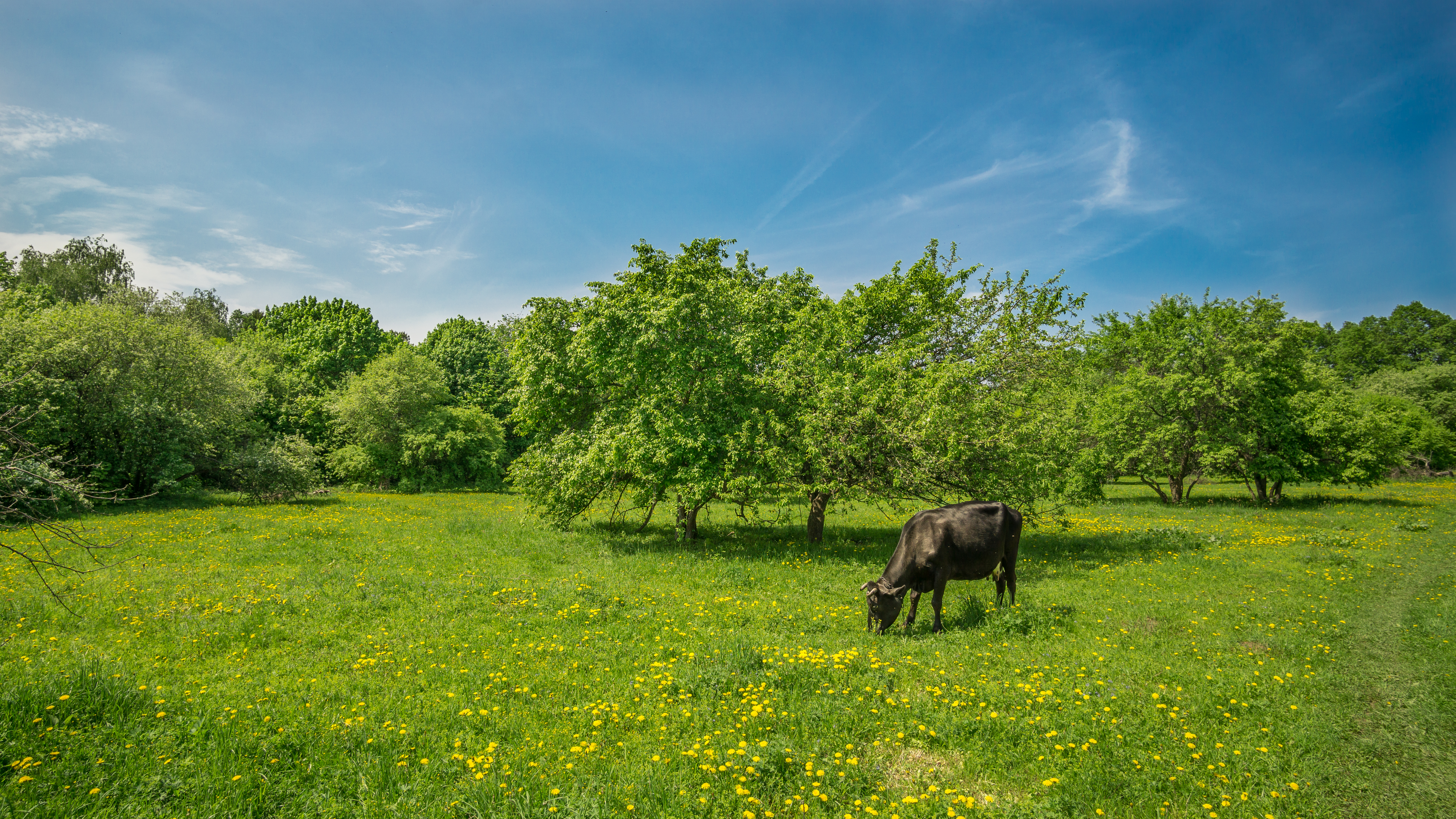
Остатки усадебного парка в Шапкине

А. Н. Кольцов раздобыл сведения и о барском имении помещика Акифьева. Оно находилось поблизости от нынешней школы, юго-западнее разрушенной церкви. Это было деревянное здание, обложенное камнем. Имелось и ещё одно, о котором нет данных. Несколько расположенных рядом деревянных домов занимала челядь. Когда в начале 1930-х годов основной барский дом ломали, то многие шапкинцы прибирали к рукам старые брёвна, испачканные в глине и песке (от кладки). Помещик Акифьев уехал из Шапкина до революции невесть куда. Кстати, он (или его предки?) был жалован за службу царю и Отечеству дворянским титулом. У него было двое сыновей, что в своё время охраняли чудесный фруктовый сад, в центре которого находились яблони, а на южном склоне — различные виды вишни. Тот был обрамлён с четырёх сторон несколькими аллеями. С запада — берёзами, с востока — клёнами, кедрами (эти деревья барин привёз из Сибири). С севера (от церкви) располагалась центральная липовая аллея, а по южному берегу барского пруда — ивовая. Между двумя последними аллеями были посажены сосны.
В Шапкине был ещё один пруд — Бударин. Считается, что название происходит от фамилии предыдущего барина. Водоём находился севернее и выше основного. Здесь купался сам помещик и его родственники. У берега были сходни в воду, а на дне пруда имелось своеобразное дубовое дно.
По мнению краеведа А. Н. Головастикова, пруд и парк в Шапкине были обустроены при другом здешнем помещике — Франце Массарии, который был известен мистицизмом. Он же занимался агрономическими опытами, разводил сахарную свёклу.
В выпуске газеты «Нижегородские губернские ведомости» за 1846 год сообщается о том, что у господина Массария в Шапкине имелось четыре сахарных завода, на которых выварено сахара и патоки на 4685 рублей. В том же году издание сообщило, что в г. Семёнове скончался балахнинский уездный предводитель — коллежский асессор Николай Францевич Массарий, известный в здешнем крае своими сахарными и паточными заводами в Горбатовском уезде. Отец его был родом из Корсики, откуда он выехал в Россию.
Говорят, что существовала поговорка: «Массарий землю роет, а мужик волком воет». Впрочем, её значение могло быть раздуто в советское «классовое» время.
Существует в Шапкине легенда о поиске клада помещика Массария. Её можно услышать в местном школьном музее, где собрано много материалов по истории села, есть экспозиции, посвящённые первому шапкинскому колхозу «Коммунар», Великой Отечественной войне.
Относительно истории шапкинских храмов, в церковных документах за 1850 год сообщается о том, что в Шапкине есть один приход, в котором 350 православных мужчин и 337 женщин. Священником был Никандр Григорьевич Маков 31 года, пономарём — Павел Дмитриевич Тумановский 36 лет. Должность дьячка устранена в 1848 году.
В объездном журнале благочинного за 1856 год говорится, что в селе имеется две церкви. Каменная одноэтажная Казанская (приходская) и при ней кладбищенская. В первой всё было на тот момент исправно, на второй снаружи замечены ветхости, нужны поправки. Внутри неё неисправна завеса у царских врат. Благочинный побывал в Казанской церкви на заутрене и заметил большое количество молящихся. Дело в храме поставлено как надобно.
В подобном журнале за 1869 год говорится о недостатках кладбищенской церкви, в коей благолепие скудно от нехватки средств. Построена она, оказывается, для надобностей особенных (ритуальных) бывшим помещиком этого села — Г. Кобловым.
В календаре за 1904 год сообщается дата открытия каменной церкви — 1802 год. Главный холодный престол здесь — во имя иконы Богоматери Казанской, тёплый правый придел — Нерукотворного Образа Спаса, левый — Рождества Иоанна Предтечи. Второй кладбищенский храм — тоже каменный. Основан он в 1822 году — в честь мученицы Александры. Земли при приходе 33 десятины, есть церковный дом священника, псаломщик живёт на квартире, действует земская школа. Руга — 300 рублей. В приходе по-прежнему одна деревня. Православных мужчин — 427, женщин — 459. Иерей — Сергей Иванович Никольский 31 года, окончивший церковно-учительскую школу. Законоучитель. В приходе с 1904 года. Псаломщик — А. П. Духовской, имевший за плечами епархиальную ремесленную школу. В приходе с 1903 года. Церковный староста — С. М. Малышевский.
Обе церкви в настоящее время разрушены.

## Население
| 1999 | 2002 | 2010 |
| ---- | ---- | ---- |
| 342  | ↘340 | ↘317 |

## Инфраструктура
Отделение связи, дом культуры, библиотека, магазин, отделение Сбербанка (закрыто в 2010 году).
Во многих домах индивидуальное газовое отопление. Газификация села - 1997 год.

## Медицина
В 1873 году в селе Богородском открывается амбулатория для приёма больных, в 1875 году назначается земский врач, в 1881 году организуется приёмный покой на 3 койки, а в 1901 году открывается больница, построенная на пожертвования местных заводчиков. Незадолго перед этим открывается фельдшерский пункт в селе Шапкино. 

## Достопримечательности
Усадьба Массарий-Акифьева.

## Археология
Памятники археологии: селище Шапкино-1 (XIII—XVII вв.), селище Шапкино-2 (XIII—XVII вв.), селище Шапкино-3 (XIII—XVII вв.). Документ о принятии на госохрану № 223. Памятник градостроительства и архитектуры — усадьба Массарий-Акифьева (парк). Датировка объекта — середина XIX века — 1880-е годы).  По материалам: Галины Филимоновой 

## Образование
Шапкинская базовая школа состоит из двух отдельных зданий: двухэтажное красно-кирпичное здание (с 1 по 4 классы), там же детский сад; одноэтажное бревенчатое здание давней постройки (с 5 по 9 классы). Существовала с 1880 по 2010 год.

## Уличная сеть
Октябрьская (главная, центральная улица), Нагорная, Коммунаров, Новая

## В поэзии
Село всё в зелени деревьев,

Как будто шапка, на холме…

Здесь спрятана глухая древность

Изнанкой листьев в седине.
Пройди по парку. Шелест, прелость

Дрожащей трепетной листвы.

Дурман познания и прелесть

Поймёшь круженьем головы.
Как будто опьянён минувшим,

Которого давно уж нет

Как будто сторожем уснувшим

Уже давно потерян след.
И вот ты бродишь среди странных,

Тайком блуждающих теней.

И ловишь в уголках обманных

Лишь силуэт минувших дней…